# Cavernotettix montanus
Cavernotettix montanus är en insektsart som beskrevs av Richards, A.M. 1966. Cavernotettix montanus ingår i släktet Cavernotettix och familjen grottvårtbitare. Inga underarter finns listade i Catalogue of Life.